# 25089 Sanabria-Rivera
25089 Sanabria-Rivera è un asteroide della fascia principale. Scoperto nel 1998, presenta un'orbita caratterizzata da un semiasse maggiore pari a 2,3188428 UA e da un'eccentricità di 0,1075990, inclinata di 3,19349° rispetto all'eclittica.